# ダヴィド・バルテク
ダヴィド・バルテク（David Bartek、1988年2月13日 - ）は、チェコ・プラハ出身の元サッカー選手。現役時代のポジションはミッドフィールダー。